# Дубини (Польща)
Дубини (Дубіни, пол. Dubiny) — село в Польщі, у гміні Гайнівка Гайнівського повіту Підляського воєводства. Населення — 776 осіб (2011).

## Історія
Засноване в другій половині XVII століття як село осочників, які охороняли королівську Біловезьку пущу. У 1775 році в Дубинах налічувалося 53 господарства. Наприкінці XIX століття входило до складу Пружанського повіту Гродненської губернії, налічувалося 83 будинки, 523 мешканці, діяла школа, охоплювало 957 селянських десятин і 120 церковних.

## Демографія
Демографічна структура станом на 31 березня 2011 року:
|          | Загалом | Допрацездатний вік | Працездатний вік | Постпрацездатний вік |
| -------- | ------- | ------------------ | ---------------- | -------------------- |
| Чоловіки | 388     | 63                 | 280              | 45                   |
| Жінки    | 388     | 61                 | 216              | 111                  |
| Разом    | 776     | 124                | 496              | 156                  |

## Релігія
У селі діє парафіяльна церква Успення Богородиці. У другій половині XVIII століття в селі зведена дерев'яний церковний будинок. У 1867—1872 роках побудована сучасна мурована церква. Стара церква ж була перепродана до Рогачів, а на її місці наприкінці XIX століття зведена мурована каплиця.